# Ernesto Castano
Ernesto Castano (* 2. Mai 1939 in Cinisello Balsamo (MI); † 5. Januar 2023) war ein italienischer Fußballspieler.
Castano war einer der vielen großartigen Verteidiger in der Geschichte des italienischen Fußballs und bildete zusammen mit Giancarlo Bercellino in den 1960er Jahren ein legendäres Innenverteidiger-Duo bei Juventus Turin.

## Karriere

### Im Verein
Ernesto Castano begann seine Karriere beim Verein seiner Heimatstadt, Balsamese. Im Jahr 1956 wechselte er zur AC Legnano in die Serie B, wo er mit nur 17 Jahren bereits Stammspieler war. In der folgenden Saison spielte er wiederum in der zweiten Liga bei der US Triestina.
Im Jahr 1958 wurde Castano von Juventus Turin verpflichtet, für die er am 22. November 1958 gegen den AS Bari sein Serie-A-Debüt feierte. Im Alter von gerade einmal 20 Jahren konnte er mit Juve in der Saison 1959/60 den Gewinn seiner ersten italienischen Meisterschaft feiern. Bis 1962 war Castano meist nur Ersatzspieler, ab der Saison 1962/63 wurde er dann Stammspieler in der Abwehr und bildete zusammen mit Giancarlo Bercellino eine legendäre Innenverteidigung. Castano absolvierte insgesamt 335 Partien im Dress von Juventus Turin und schoss dabei zwei Tore, er konnte jeweils dreimal die Meisterschaft und die Coppa Italia gewinnen.
Ernesto Castano beendete seine aktive Laufbahn im Jahr 1971, im Alter von 32 Jahren, bei Lanerossi Vicenza.

### In der Nationalmannschaft
Sein Debüt in der Nationalmannschaft feierte Ernesto Castano am 29. November 1959 beim 1:1 im Spiel gegen Ungarn in Florenz.
Danach vergingen über acht Jahre bis zu seinem zweiten Länderspiel. Trotzdem wurde er von Ferruccio Valcareggi in den Kader der Squadra Azzurra für die Europameisterschaft 1968 im eigenen Land berufen, stand im Halbfinale gegen die UdSSR und im ersten Finalspiel gegen Jugoslawien auf dem Platz und wurde Europameister.
Sein letztes von insgesamt sieben Länderspielen für Italien absolvierte Castano am 29. März 1969 beim 2:2 gegen die DDR in Berlin.

## Erfolge
- Europameister: 1968
- Italienische Meisterschaft: 1959/60, 1960/61, 1966/67
- Coppa Italia: 1958/59, 1959/60, 1964/65